# Herwig Drechsel
Herwig „Wiggerl“ Drechsel (* 4. September 1973 in Linz) ist ein ehemaliger österreichischer Fußballspieler.

## Karriere
Drechsel war von 1995 bis 2010 mit einer kurzen Unterbrechung (Saison 1998/99 beim Grazer AK) für den Innviertler Fußballverein SV Ried aktiv und war dabei als Mittelfeldspieler stets Leistungsträger und einer der Toptorschützen sowie von Zeit zu Zeit Teamkapitän. Drechsel, dessen Spielweise mit der eines „klassischen Zehners“ verglichen wird, ist außerdem für seine Freistöße, Distanzschüsse und seine Spielübersicht bekannt. Sein Debüt in der Bundesliga gab er jedoch nicht für die Wikinger, sondern für den FC Linz. Im Mai 2010 gab die SV Ried bekannt, dass der auslaufende Vertrag von Herwig Drechsel nicht verlängert wird. Im Juni 2010 unterschrieb er beim Zweitligisten SV Grödig einen neuen Vertrag, doch nach nur einem Jahr in Grödig beendet er im Mai 2011 mit 37 Jahren seine erfolgreiche Profikarriere und wechselt zum OÖ-Liga Aufsteiger SV Wallern.
Er kam in seiner Karriere auf über 350 Bundesligaeinsätze und wurde mehrfach für das Nationalteam nominiert, kam jedoch zu keinem Länderspieleinsatz. 2012 wurde er anlässlich des 100-Jahr-Jubiläums der SV Ried zum „Spieler des Jahrhunderts“ erkoren.
Nach seinem Rücktritt als Spieler war Drechsel als sportlicher Leiter oder Trainer bei verschiedenen österreichischen Fußballvereinen engagiert.
Drechsel ist verheiratet und hat zwei Söhne (Stephan und Tobias). Sein Sohn Stephan ist als Fußballspieler in der Landesliga Ost aktiv.

## Erfolge
- Cupsieger mit der SV Ried 1998
- Vizemeister 2007 mit der SV Ried